# Erich Auerbach (fotograf)
Erich Auerbach (12. prosince 1911 Sokolov – 11. srpna 1977 Londýn, Velká Británie) byl český novinářský fotograf druhé světové války a oficiální fotograf exilové vlády ČSR v Londýně. Vedle fotografa pilotů Ladislava Sitenského patří k nejslavnějším českým fotografům válečného období.

## Životopis
Narodil se v Sokolově (před válkou Falknov nad Ohří, Falkenau) do rodiny židovského lékaře a milovníka hudby, který svého syna podporoval při studiu hry na piáno a housle. Po studiích v Karlových Varech hudbu nakonec studoval ve 30. letech v Praze, nicméně studia nedokončil. Fotografii, která ho po většinu života živila, se naučil jako amatér.

### Předválečné období
Auerbach do zaměstnání vstoupil jako hudební kritik a fotoreportér. Zaměřoval se na společnost Československa, Itálie, Rakouska, Jugoslávie, Německa, Francie a Švýcarska. V Čechách pracoval pro pražské sociálně-demokratické noviny Prager Tagblatt. Z protektorátu byl nucen emigrovat v létě 1939 pěšky přes Polsko, přičemž před odjezdem údajně zničil většinu svého předválečného fotoarchivu včetně fotografií hudebníků a skladatelů Václava Talicha, Maurice Ravela a Pablo Casalse.

### Fotografem exilové vlády v Londýně
Po roce 1939 pracoval jako fotograf na volné noze pro noviny a časopisy. V Londýně byl od dubna 1941 do července 1945 zaměstnán v oddělení fotografie na odboru informací exilového Ministerstva zahraničních věcí jako hlavní fotograf československé vlády. Jeho posláním „bylo fotografovat prezidenta, činnost vlády a válečné dění.“ Auerbach z několika málo fotografií vybudoval fotografický archiv čítající 300 souborů fotografií a tisícovky negativů. Během války přispíval do vládního časopisu Čechoslovák, jeho fotografie jsou k nalezení i v magazínu Československá žena pod zkratkou Eric. Od roku 1944 pracoval po tři roky pro časopis Illustrated (pravděpodobně se jedná o The Illustrated London News) a také po válce již zůstal v Londýně.
Do ČSR se nakrátko vrátil v roce 1947. Během této návštěvy byl dle sdělení jeho dcery zatčen pro špionáž, přičemž mu byl zabaven i fotografický materiál.

### Známým fotografem umění
V Londýně pracoval po válce na volné noze pro Sunday Times, Daily Herald, ILN (The Illustrated London News), The Observer či společnost EMI Records. Stal se žádaným fotografem vážné hudby, tance a umění. Mezi jeho slavné snímky patří fotografie takových osobností jako Leonard Bernstein, Henry Wood, Pablo Casals, Igor Stravinskij či Jacqueline du Pre. Sbírku těchto fotografií v současnosti vlastní Hulton Archives firmy Getty Images.

### Cesta domů
Erich Auerbach se do vlasti nakrátko vrátil až po dlouhých 20 letech v druhé polovině šedesátých let, narušených sovětskou invazí. Zemřel ve Velké Británii v roce 1977.
Jeho první kniha fotografií tak mohla vyjít až po změnách doma, kde mu v roce 2000 pod názvem „Volá Londýn“. Jeho první výstavu v Praze uvedla jeho dcera Monica Beaumont v Praze v roce 2005. Putovní výstavu „Britský exil – Volá Londýn“ ze snímků ve vlastních sbírkách připravilo v roce 2005 i Ministerstvo zahraničních věcí ČR.

## Sbírky
- Getty Images: rozsáhlou sbírku především poválečných Auerbachových fotografií z hudebního a uměleckého prostředí vlastní Hulton Archive firmy Getty Images.[4]

- Archiv MZV ČR: ministerstvo zahraničí dosud vlastní rozsáhlou sbírku jeho fotografií v rámci svého válečného Londýnského archivu a také potvrzení z roku 1946, podepsané ministrem Janem Masarykem. Ten uznává fotografickou činnost Ericha Auerbacha během světové války, s tím že jeho posláním: „bylo fotografovat prezidenta, činnost vlády a válečné dění.“ Podle téhož dokumentu v podstatě z několika málo fotografií vybudoval fotografický archiv čítající 300 souborů fotografií a tisícovky negativů. Potvrzuje současně, že jeho práce v době války vystavila i britská galerie Ilford Galleries s tím, že tato výstava poté putovala po Británii. Angažmá na ministerstvu Auerbach ukončil v souvislosti s koncem války, zmíněné potvrzení z roku 1946 je pravděpodobně motivováno právě jeho odchodem ze služeb MZV ČR.

- National Portrait Gallery: tři Auerbachovy snímky jsou součástí sbírek National Portrait Gallery v Londýně.[6]